# Szerbia hívójelkörzetei
Szerbia jelenleg (2024) nincs felosztva hívójelkörzetekre sem területi, sem másegyéb alapon.
Szerbia megörökölte Jugoszlávia hívójelprefixeinek nagyrészét.
| Prefix | Körzet | Érvényesség     |
| ------ | ------ | --------------- |
| 4N     | [0..5] | Fenntartott     |
| 4N     | [6..8] | Rendszeresített |
| YT     | [0..9] | Rendszeresített |
| YU     | [0..9] | Rendszeresített |
| YZ     | [0..9] | Fenntartott     |

## Lajstromjel
Vízi és légi járművek lajstromjelezéséhez az YU prefixet használják.